# Карабаканас
Кара́-Бакана́с или Карабаканас (Корыс; каз. Қарабақанас, «Чёрный баканас», также Ортабаканас) — древнее русло, сухой лог, отходящий от реки Или в районе посёлка Баканас. Проходит по территории Балхашского района Алма-Атинской области. Протяжённость 301 км. Песчаная часть лога претерпевает постоянные изменения. Вода в логу течёт в течение 7—10 дней весной, когда он наполняется талой водой. Весеннее пастбище. На берегу Карабаканаса расположено городище Актам.